# Theroteinus nikolai
Theroteinus nikolai és una espècie de mamaliaforme extint que visqué durant el Triàsic superior en allò que avui en dia és França. Fou descrit a partir de material dental trobat al jaciment de Saint-Nicolas-de-Port (França). La corona de les seves dents presentava tres fileres desiguals de cúspides baixes i arrodonides, separades per valls. En cap cas no s'han conservat les arrels de les dents, però hi ha indicis que estava dividida en dues o tres parts.